# اسکارلت (پارچه)

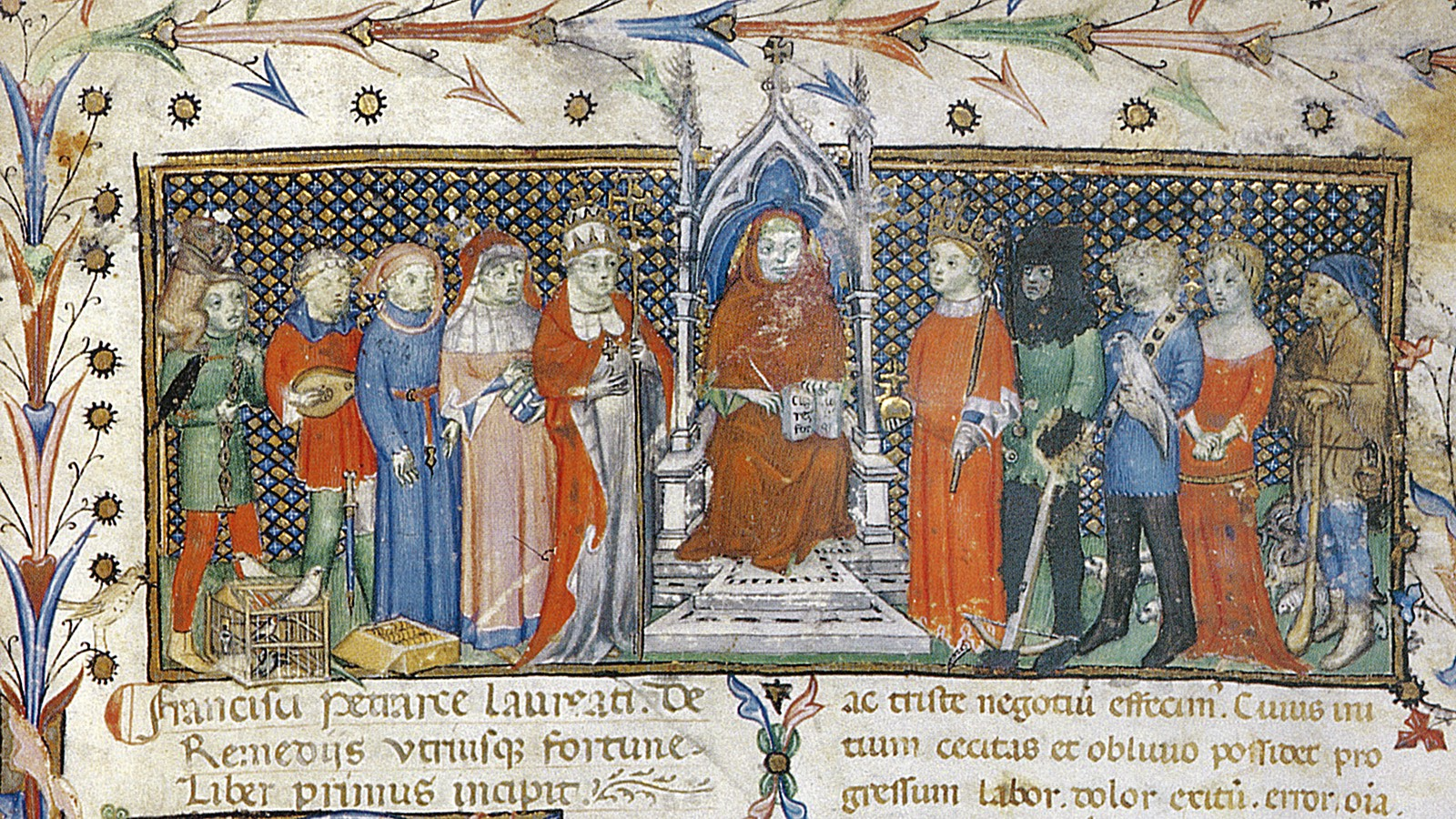
تصویری از طبقات اجتماعی، ایتالیا، حدود سال ۱۴۰۰. مشخصه این است که پادشاه (سمت راست مرکز) و اسقف (سمت چپ مرکز) لباس‌هایی به رنگ اسکارلت پوشیده بودند.

اسکارلت نوعی پارچه پشمی ظریف و بسیار گران‌قیمت بود که در اروپا قرون وسطی رواج داشت. طبق ارزیابی جان مونرو، «اسکارلت در قرون وسطی پارچه‌ای لوکس و با بهای بسیار بالا بود که همواره از مرغوب‌ترین پشم‌های انگلیسی بافته می‌شد و همیشه با رنگ قرمز کرمیس رنگ‌آمیزی می‌شد، حتی اگر با وسمه یا دیگر مواد رنگ‌آمیزی ترکیب شده باشد. هیچ مدرکی وجود ندارد که از واژه «اسکارلت» برای توصیف سایر منسوجات استفاده شده باشد، هرچند دیگر پارچه‌ها، به‌ویژه ابریشم‌ها، نیز با کرمیس رنگ‌آمیزی می‌شدند.»